# Albert François
Albert Edmond Raymond François (Rance, 11 maart 1879 - Ukkel, 24 januari 1946) was een Belgisch senator.

## Levensloop
François was een zoon van de bankier Edmond Paulin François (1850-1918) en van Marie Amélie Hubar (1855-1906). Hij trouwde met Pauline Joséphine Laure Hubert (1885-1943).
Na middelbare studies aan het atheneum van Chimay, promoveerde hij tot doctor in de rechten (1902) aan de ULB en vestigde zich als advocaat in Charleroi. Hij werd na enkele jaren afgevaardigd bestuurder van de Banque du Centre in La Louvière, die later werd overgenomen door de Société Générale. Tijdens de Eerste Wereldoorlog was hij de afgevaardigde voor Henegouwen in het Nationaal Comité Voor Hulpverlening en Voedsel. 
In 1920 werd hij bestuurder van de Banque belge pour l'Étranger en voorzitter van de Aciéries de Haine-Saint-Pierre et Lesquin. In 1921 werd hij verkozen tot socialistisch senator voor het arrondissement Charleroi-Thuin. Hij vervulde dit mandaat tot in 1936.
Hij was internationaal actief. Hij was medestichter in Genève in 1927 van de Union internationale de secours, een afdeling van het Internationale Rode Kruis. 
In België was hij lid van het Belgisch Comité Buhl, gesticht in 1926 en actief tot in 1936, voor de steun aan de burgerlijke slachtoffers van de oorlog. Dit Belgisch Comité beheerde het legaat dat was gedaan door de Amerikaanse staalmagnaat Frank Henry Buhl (1848-1918) voor de Belgische burgerslachtoffers van de oorlog. 
Hij was lid van het Nationaal Comité voor de Buitenlandse Handel, ondervoorzitter van de Nationale Commissie voor economische expansie en bestuurder van de Belgisch-Tsjechoslovaakse Kamer van koophandel.
Na mei 1940 bleef François in Frankrijk. Hij leidde in Marseille een bureau voor het onthaal van Belgische vluchtelingen en de organisatie van hun vertrek naar Engeland, gevestigd in de plaatselijke succursale van de Banque belge de l'étranger, bestuurd door een neef van hem. In 1943 werd hij opgepakt, samen met zijn vrouw. Beiden werden opgesloten in het kamp van Ravensbrück, waar zijn vrouw overleed. Hij werd overgebracht naar Buchenwald, waar hij in maart 1944 Paul-Emile Janson bijstond in zijn laatste levensuren. Hij werd in 1945 bevrijd en kwam ziek en verzwakt naar België terug, waar hij enkele maanden later overleed.

## Publicaties
- Michel Bakounine et la philosophie de l'anarchie, Brussel, 1900.
- Elisée Reclus et l'anarchie, Gent, 1905.